# Energias renováveis na União Europeia

Consumo total de energia vinda de fontes renováveis, 2004

Os países da União Europeia, são actualmente os líderes mundiais no desenvolvimento e na aplicação das Energias renováveis. Promover a utilização de fontes de energias renováveis é importante, tanto para a redução da dependência da UE das importações energéticas estrangeiras, bem como no cumprimento de metas fixadas pelo Protocolo de Quioto para reduzir as emissões de dióxido de carbono (CO2) e combater o aquecimento global.

## Políticas a aplicar e objectivo

Percentagem do consumo total de energia proveniente de fontes renováveis, 2019

Portugal tem aplicado desde 2002 uma política crescente de implantação, produção e consumo de energias renováveis com resultados visíveis desde 2007.
Portugal produzia quase 63% da energia total que consumia. Atualmente, esse valor ultrapassa os 66%. Metade da energia produzida (52%), provém de fontes renováveis. (Dados da EDP)
As renováveis, em Portugal, estão a ter um papel importante não só na produção e crescente independência energética (sobretudo de Espanha) como já ocupa o 5º lugar dos 27, com mais de 25% no consumo de energia a partir das renováveis. O 1º lugar é ocupado pela Suécia com 48%. (Dados da UE)
Países como a Inglaterra, a França, a Itália, a Alemanha e até a Espanha, têm ainda caminho a percorrer para chegar ao nível de outros países europeus no consumo de energia a partir de fontes renováveis. O consumo nestes dois últimos é ainda modesto apesar de uma grande adesão ao fotovoltaico e às eolicas. São aliás os 2 maiores da Europa, nestas tecnologias.
Em Março de 2007, numa reunião dos 27, foi conseguido um acordo, em que até 2020, a UE, se compromete a chegar, no mínimo, a 20% do consumo total de energia, a partir de fontes renováveis. Em 2020, a assembleia europeia aprovou uma redução de 60% das emissões até 2030. Os eurodeputados querem eliminar todas as subvenções diretas e indiretas aos combustíveis fósseis, o mais tardar, até 2025.

## Investimento português
Portugal fez um grande investimento nas renováveis, sobretudo na energia Solar, Eólica e Geotérmica.
Na Energia Solar, pela quantidade de Sol que recebem por ano, são o palco perfeito para esta tecnologia. Foram instalados dois parques Solares Fotovoltaicos: 1 na Amareleja, perto de Moura, com capacidade de 46 MW e o outro em Brinches junto a Serpa com capacidade de 11 MW. Estes são os maiores parques Solares no país, sendo o da Amareleja o 2º maior da Europa e um dos maiores do mundo. Estes 2 parques em conjunto produziam, em 2008, 57 MW de energia por hora. Actualmente ultrapassam os 60 MW, mas ainda estão longe das metas. Estão em construção mais 3 parques Solares, todos no baixo Alentejo e outros 2 fora do Alentejo e há cerca de uma dezena de novos projectos de instalação de parques Solares pelo país. Todos os painéis são de alto rendimento (quase todos de tecnologia e fabrico português) e estão a 2 metros acima no solo, permitindo assim, que o terreno continue a ser aproveitado para a agricultura e o pastoreio. Até 2020, planeia-se instalar mais de um milhão e meio de metros quadrados de painéis solares fotovoltaicos em Portugal. Actualmente este valor é pouco superior a 400 mil.
Quanto aos parques Solares Térmicos, ou termo-solares, está um em construção em Tavira e irá ser construído outro em Moura. Os painéis termo-solares poderão ter uma forma tradicional ou uma forma parabólica (mais provável) que concentrará a energia solar de modo a produzir vapor de água. Este vapor acionará turbinas que produzem electricidade. Na Europa, esta tecnologia está instalada em Espanha e em Itália. A tecnologia é australiana.
Na Energia Geotérmica, o maior investimento foi para a central Geotérmica dos Açores, instalada na ilha de são Miguel, perto do Pico Vermelho, concelho da Ribeira Grande, onde já existia uma central em funcionamento desde 1980. Esta foi modernizada e inaugurada em 2007. Ao lado da central do Pico Vermelho está a central da Ribeira Grande. As duas centrais em conjunto, produzem 41% da energia necessária à ilha. Outra grande central está a ser instalada, com alguns estudos ainda em curso, na ilha Terceira. Os Açores têm o maior potencial do país, no aproveitamento desta fonte de energia. 8 das 9 ilhas do arquipélago possuem centrais geotérmicas. No território continental, também existem centrais geotérmicas: a central de Chaves; a do hospital militar do Lumiar, em Lisboa; a de Monção, perto do rio Minho, que estará pronta no Outono de 2013, são alguns exemplos.
A Energia Eólica está a ser explorada com sucesso e o investimento tem-se mantido estável apesar da conjuntura económica que o país atravessa. Vão continuar a ser instalados novos parque Eólicos e a ser estendidos alguns dos existentes. Há até projectos para serem instaladas turbinas em mar aberto, a eólica offshore ou eólica flutuante, até 30 metros de profundidade, tal como já existe na Dinamarca (que tem torres até 100 metros de profundidade). O WindFloat, é a primeira plataforma eólica portuguesa offshore, já em funcionamento, a produzir energia à rede, desde a Primavera de 2012. Está equipado com um aerogerador de 2 MW, o que corresponde ao consumo de cerca de 1300 habitações e está ao largo da costa da Aguçadoura, na Póvoa de Varzim. Estavam instalados, no fim de 2012 cerca de 4400 MW de energia Éolica, que é mais de 20% da energia produzida no nosso país a partir de fontes renováveis e coloca Portugal em décimo lugar a nível mundial. No 1º e 2º lugares da Europa (3º e 4º mundial) continuam a Alemanha e a Espanha, em capacidade, não em consumo. (Dados da World Wind Energy Association)
A Energia da Biomassa foi introduzida em Portugal em 1988 e o nº de centrais está a crescer. Alguns exemplos são: a central de Miranda do Corvo, de Mortáguada, da Guarda, de Viseu, a de Portalegre, acabada de construir, entre outras. O combustível desta fonte de energia provém sobretudo da limpeza de matas e florestas. Com a energia Solar e o processo químico natural, obtem-se energia, que nalguns casos pode ser significativa. Nos últimos anos, os avanços científicos têm sido consideráveis e irão certamente continuar.
Na Energia das Ondas, uma parceria de uma empresa portuguesa com outra australiana, criaram em 2008, na costa portuguesa, na Aguçadoura, junto à Póvoa de Varzim, 3 geradores flutuadores de 1ª geração. Foram testados separadamente a cerca de 3 milhas da costa, entre Julho e Setembro de 2008, funcionando em conjunto entre Setembro e Novembro. Os testes não correram como previsto, surgiram problemas técnicos, o investimento caiu por terra, devido a dificuldades financeiras, (sobretudo da empresa australiana, proprietária do projecto) e as duas empresas abandonaram o projecto na mesma altura que este foi desligado, o que aconteceu em Novembro de 2008. Os flutuadores foram rebocados para terra e estão ainda hoje à espera de serem vendidos, provavelmente para a sucata.
Mesmo assim, neste teste, foi a 1ª vez no mundo, que se realizou com multiplos flutuadores acoplados a produzir energia à rede. Em 2004 tinha já sido testado um protótipo no mesmo local.
Os testes não ficaram por aqui e em 2012, Portugal volta a dar cartas nas renováveis, sendo mesmo líder mundial, com a nova tecnologia de energia das ondas, o Waveroller. Este protótipo pré-comercial foi instalado no fundo do mar a 900 metros da costa de Peniche. As placas (as pás) movem-se com o movimento da corrente das ondas, numa parceria com uma empresa filandesa, desde 2010. Isto surge na sequência dum protótipo, testado com sucesso em 2007. As placas já estão a produzir energia que está a entrar na rede. Segundo os responsáveis, o investimento vai continuar e o projecto será alargado a outros locais da costa portuguesa. Esta tecnologia, por estar no fundo do mar, tem alguns pontos negativos, como a manutenção não ser propriamente simples, a água do mar, por ser salgada, é altamente corrosiva e as placas de betão terem que ser substituídas cada 15 anos devido à erosão.
A Central Piloto Europeia de Energia das Ondas, instalada na ilha do Pico, nos Açores, foi construída com o objectivo de estudar, desenvolver, viabilizar e promover a energia das ondas e marés, através de experiências de laboratório e em alto mar que incluem monitorização. Tem uma potência instalada de 400 kW e é a primeira central do mundo de energia das ondas ligada à rede. A funcionar desde meados de 1999, a Central de Ondas do Pico, é gerida desde 2004 pela WavEC - Wave Energy Center, uma associação sem fins lucrativos. A Central tem estado sem actividade durante largos periodos, devido à falta de manutenção por não haver verbas para a manter em operação permanente. Actualmente esta Central, necessita de obras urgentes para evitar o colapso. O valor estimado das obras, segundo o sítio wavec.org, chega a um milhão e meio de €, dos quais 265 mil são financiamento privado. Será uma grande perda para a Ciência, se esta Central encerrar definitivamente.

### No Arquipélago da Madeira
A Região Autónoma da Madeira usa desde há séculos a energia hídrica para o seu provento, cuja água trazida pelas levadas fazia rodar as mós dos moinhos. A região teve o seu primeiro investimento de grande escala em energias renováveis nos meados do século XX com as primeiras centrais hidroeléctricas. Ainda nos anos 80 do mesmo século a ilha do Porto Santo servia de base teste para a energia eólica com a construção de alguns aerogeradores. Mas foi a partir de 1992 que houve um grande esforço para se desenvolver e diversificar as energias renováveis com a construção dos parques eólicos e consolidação das hidroeléctricas de forma substituir a dependência dos combustíveis fósseis. Os últimos dados de 2011 revelam que as energias renováveis foram responsáveis por 25% a 30% da energia consumida na região. As estimativas dizem que, com o investimento previsto, esta percentagem chegue aos 52% em 2020. 

Rede de produção regional em 2005

#### Ilha da Madeira
Na ilha da Madeira é onde tem sido feito o maior investimento em energias renováveis cujo início remonta a meados do século XX com a construção das grandes levadas e centrais hidroeléctricas. Existem 5 centrais hidroeléctricas na ilha: Porto Moniz, Fajã da Nogueira, Serra de Água, Socorridos e Calheta, esta última onde está em marcha uma ampliação deste complexo hidroeléctrico que conta com três sub-centrais. Existem outras centrais de pequena produção na Fajã dos Padres e FunchalFunchal. 
Existem dois complexos eólicos nesta ilha. Um no Paul da Serra e outro na freguesia do Caniçal. 
Existem igualmente no Paul da Serra e no Caniçal parques fotovoltáicos.
A ilha dispõe de uma central de resíduos sólidos na Meia Serra, Camacha. 
A maior parte da energia produzida na ilha ainda provém das centrais de transformação térmica através do petróleo, mas há planos para energias limpas começam a ganhar terreno.

#### Ilha do Porto Santo
A ilha do Porto Santo teve planos para  se tornar autónoma em produção de energia com o desenvolver do projecto de produção através das algas, fabricando um biocombustível que poderá ser usado na transformação de energia eléctrica e nos automóveis. O projecto verificou-se então insustentável e derivou o seu objectivo para a produção de micro-algas ricos em Omega 3 e 6 para consumo animal e humano. 
Esta ilha dispõe também de um parque eólico e um parque fotovoltaico, este com uma produção de 2 MW.

#### Ilhas Desertas e Selvagens
Nos sub-arquipélagos das Desertas e Selvagens a energia eléctrica é resultado de painéis foto-voltaicos que iluminam as casas dos vigilantes da natureza do Parque Natural da Madeira sendo responsáveis por toda a produção necessária. 

#### Investimentos futuros - ilha da Madeira
- Está prevista uma central de biomassa que faça aproveitamentos dos imensos recursos florestais da ilha.
- Está previsto o investimento em mais uma central hidroeléctrica no Chão da Ribeira, freguesia do Seixal.
- Sendo uma ilha de origem vulcânica e dado que durante perfurações nas montanhas da ilha foram detectadas águas quentes, poderá no futuro ser haver investimentos em energia geotérmica.
- Não está descartada a hipótese de investimentos em energia das ondas e marés.